# Такотна (Аляска)
Такотна (англ. Takotna) — переписна місцевість (CDP) в США, в окрузі Юкон-Коюкук штату Аляска. Населення — 56 осіб (2020).

## Географія
Такотна розташована за координатами 62°58′56″ пн. ш. 156°5′3″ зх. д. / 62.98222° пн. ш. 156.08417° зх. д. (62.982342, -156.084059).  За даними Бюро перепису населення США в 2010 році переписна місцевість мала площу 61,68 км², уся площа — суходіл.

## Демографія
Згідно з переписом 2010 року, у переписній місцевості мешкали 52 особи в 22 домогосподарствах у складі 12 родин. Густота населення становила 1 особа/км².  Було 41 помешкання (1/км²).
Расовий склад населення:
| - 50,0 % — білих - 23,1 % — корінних американців |

До двох чи більше рас належало 26,9 %. Частка іспаномовних становила 5,8 % від усіх жителів.
За віковим діапазоном населення розподілялося таким чином: 26,9 % — особи молодші 18 років, 65,4 % — особи у віці 18—64 років, 7,7 % — особи у віці 65 років та старші. Медіана віку мешканця становила 28,0 року. На 100 осіб жіночої статі у переписній місцевості припадало 126,1 чоловіків;  на 100 жінок у віці від 18 років та старших — 123,5 чоловіків також старших 18 років.
За межею бідності перебувало 32,7 % осіб, у тому числі 44,4 % дітей у віці до 18 років та 0,0 % осіб у віці 65 років та старших.
Цивільне працевлаштоване населення становило 15 осіб. Основні галузі зайнятості: освіта, охорона здоров'я та соціальна допомога — 46,7 %, публічна адміністрація — 33,3 %, будівництво — 6,7 %.